# Lennie James

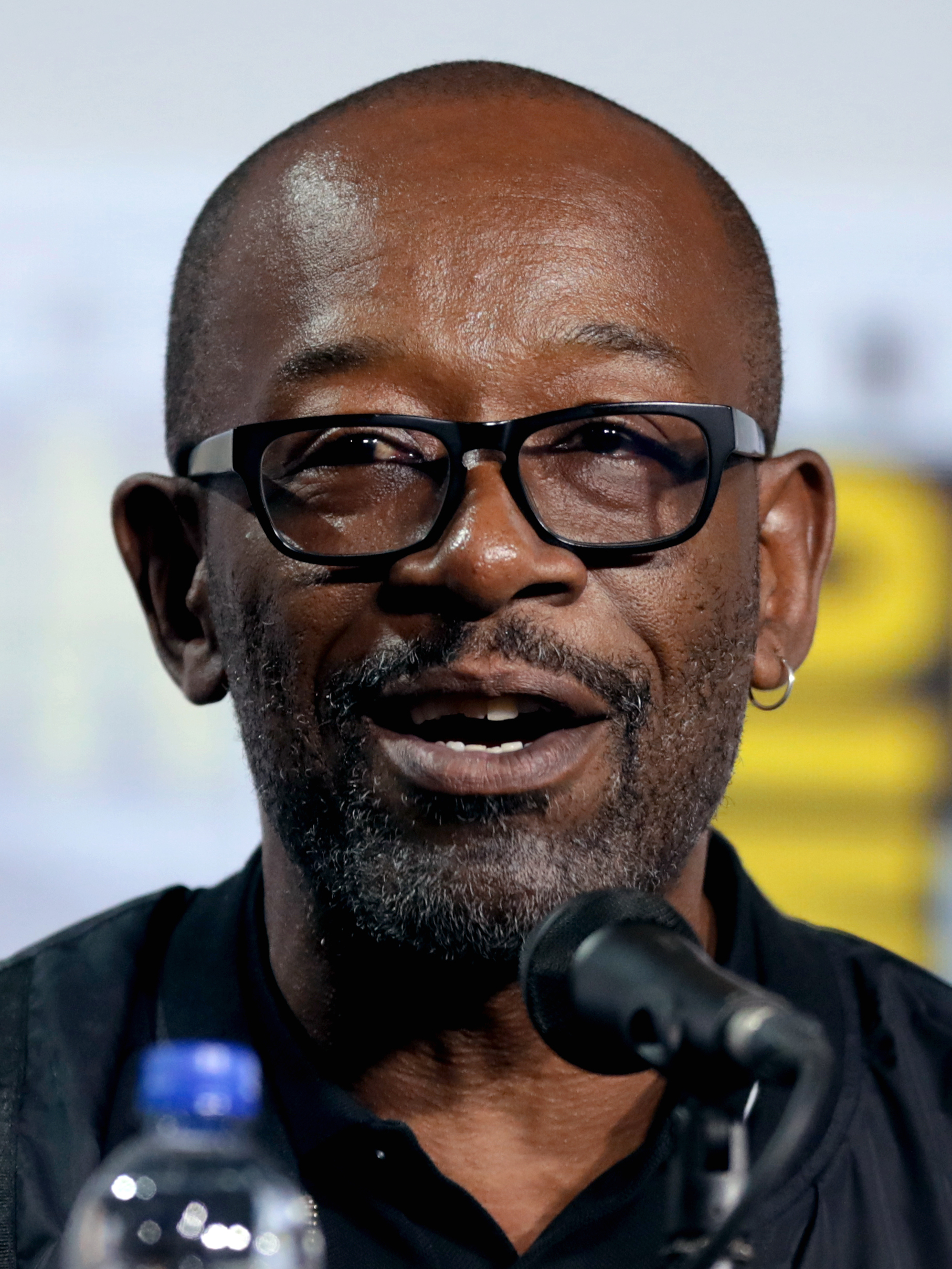
Lennie James auf der San Diego Comic Con 2019

Lennie Michael James (* 11. Oktober 1965 in Nottingham, England) ist ein britischer Schauspieler. Internationale Bekanntheit erlangte er in der Rolle des Morgan Jones in der AMC-Fernsehserie The Walking Dead und in dessen Spin-Off Fear the Walking Dead.

## Leben

### Privatleben
Als Lennie James zwölf Jahre alt war, starb seine trinidadische Mutter, Phyllis Mary James. Er und sein älterer Bruder kamen daraufhin in ein Kinderheim, aus dem er mit 16 zu einem Sozialarbeiter zog. Er ist seit Jahren mit Giselle Glasman zusammen und hat mit ihr drei Kinder.

### Karriere
Eigentlich wollte Lennie James Rugbyspieler werden, zur Schauspielerei gelangte er nur durch Zufall, als er eine Freundin zu einem Vorsprechen begleitete. Aufgrund seines großen Talents besuchte er die Guildhall School of Music and Drama in London und machte 1988 seinen Abschluss. Danach spielte er Theater und fing 1990 an, Drehbücher zu schreiben. Sein Drama Storm Damage wurde 2000 von BBC ausgestrahlt und gewann 2001 den Royal Television Society Award.
Zu seinen bedeutendsten Filmen als Schauspieler gehören Lost in Space (1998), Les Misérables (1998), Snatch – Schweine und Diamanten (2000), 24 Hour Party People (2002) und Sahara – Abenteuer in der Wüste (2005), in dem er neben Matthew McConaughey und Penélope Cruz spielte. Außerdem spielte er in der apokalyptischen CBS-Fernsehserie Jericho – Der Anschlag die Rolle des geheimnisvollen Robert Hawkins. 2010, sowie in drei Folgen 2013 und 2014, spielte er eine tragende Nebenrolle und von  2015 bis 2018 eine Hauptrolle in The Walking Dead als Morgan Jones. Diese Rolle übernahm er auch in   Fear the Walking Dead.

## Filmografie (Auswahl)
- 1998: Les Misérables
- 1998: Lost in Space
- 2000: Snatch – Schweine und Diamanten (Snatch)
- 2001: Lucky Break – Rein oder raus (Lucky Break)
- 2002: 24 Hour Party People
- 2003: Buried (Fernsehserie, acht Folgen)
- 2005: Sahara – Abenteuer in der Wüste (Sahara)
- 2006: Spooks – Im Visier des MI5 (Spooks, Fernsehserie, Folge 5x08)
- 2006: Die Schattenmacht – The State Within (The State Within, Fernsehserie, vier Folgen)
- 2006–2008: Jericho – Der Anschlag (Jericho, Fernsehserie, 30 Folgen)
- 2007: Outlaw
- 2009: Lie to Me (Fernsehserie, eine Folge)
- 2009: The Prisoner – Der Gefangene (The Prisoner, Fernsehsechsteiler)
- 2010: Human Target (Fernsehserie, drei Folgen)
- 2010: Mob Rules – Der Gangsterkrieg (Tic)
- 2010: 72 Stunden – The Next Three Days (The Next Three Days)
- 2010, 2013–2018, 2022: The Walking Dead (Fernsehserie, 36 Folgen)
- 2010–2011: Hung – Um Längen besser (Hung, Fernsehserie, 13 Folgen)
- 2011: Colombiana
- 2012: Line of Duty (Fernsehserie, fünf Folgen)
- 2012: Lockout
- 2013: Low Winter Sun (Fernsehserie, zehn Folgen)
- 2014: Swelter
- 2014: Get on Up
- 2015: Critical (Fernsehserie, 13 Folgen)
- 2017: Blade Runner 2049
- 2018: Save Me (Fernsehserie, sechs Folgen, auch Schöpfer und Drehbuchautor)
- 2018–2023: Fear the Walking Dead (Fernsehserie, 61 Episoden)
- 2020: Save Me Too (Fernsehserie, sechs Folgen, Fortsetzung von Save Me)
- 2021: Peter Hase 2 – Ein Hase macht sich vom Acker (Peter Rabbit 2: The Runaway) (Stimme)
- 2024: The End